# Dietmar Seefeldt
Dietmar Seefeldt (* 13. Juli 1970 in Simmern/Hunsrück) ist ein deutscher Jurist und Politiker (CDU). Er ist seit 1. Oktober 2017 Landrat des Landkreises Südliche Weinstraße.

## Leben
Seit dem zweiten Lebensjahr wohnt Seefeldt in Offenbach an der Queich. Nach dem Abitur am Eduard-Spranger-Gymnasium in Landau in der Pfalz absolvierte er eine Ausbildung zum Diplom-Verwaltungswirt bei der Bezirksregierung Rheinhessen-Pfalz in Neustadt an der Weinstraße. Anschließend studierte Seefeldt Jura mit Schwerpunkt Verwaltungs- und Umweltrecht an der Ruprecht-Karls-Universität Heidelberg.
Ab 2000 war er Justiziar bei Landesforsten Rheinland-Pfalz (Neustadt), ab 2012 Leiter der Stabsstelle Recht und Vorsitzender des Kreisrechtsausschusses bei der Kreisverwaltung Germersheim und seit 2014 Erster Kreisbeigeordneter und Stellvertreter des Landrats mit den Aufgaben Jugend, Soziales und Schulen im Landkreis Germersheim.

## Politik
Von 1994 bis 2017 war Seefeldt Mitglied des Verbandsgemeinderates Offenbach, seit 2004 ist er Mitglied im Kreistag des Landkreises Südliche Weinstraße. Von 2007 bis 2017 war er CDU-Fraktionsvorsitzender im Kreistag. 
Am 11. Juni 2017 setzte er sich bei der Wahl zum Landrat des Landkreises Südliche Weinstraße im ersten Wahlgang mit 50,12 % gegen Torsten Blank (SPD) und Bärbel Conrad (GRÜNE) durch. Er folgt damit auf Theresia Riedmaier (SPD).
Seit Dezember 2024 ist Seefeldt Verbandsvorsteher des Zweckverbandes Öffentlicher Personennahverkehr Rheinland-Pfalz Süd.